# Härlanda kyrka
Härlanda kyrka är en kyrkobyggnad som tillhör Härlanda församling i Göteborgs stift. Den ligger i Härlandaparken i stadsdelen Kålltorp i Göteborgs kommun. 

## Kyrkobyggnaden
Första spadtaget togs den 31 oktober 1956 och kyrkan invigdes den 30 november 1958. Uppdraget att projektera byggnaden gick till arkitekten Peter Celsing efter en allmän arkitekttävling 1952. Hans vinnarbidrag hade namnet Farafalla. Prisnämnden uttalade: "Planlösningen av kyrkan är klassiskt ren. Kyrkointriören är värdig. ... Byggnadernas volymspel i och för sig och i förhållande till varandra är vackert avvägt och fasaderna har en självklar välgörande enkelhet". 
Efter en mängd kompromisser och omarbetade ritningar blev anläggningen, som även omfattar ett fristående klocktorn med två bisättningsrum samt en församlingsbyggnad med bland annat pastorsexpedition, efter fyra år uppförd i handslaget, hårdbränt rödbrunt tegel från Helsingborgs ångtegelbruk. Golvet är i granit från Bohus-Malmön.

## Inventarier
- Altaret i ljus ek, som står på ett granitpodium i tre upptrappade plan, pryds av en treledad, låg trätavla med polykroma figurscener i bildhuggeriarbete, utförd av Göteborgskonstnären Ivar Lindekrantz med motiven: den heliga familjen under Betlehemsstjäman, Kristus med tre lärjungar, därunder tre lamm, samt till höger de första vittnena som går ut med det kristna budskapet, ledda av en ängel.
- Altarljusstakar, kors och väggaltare i sidoskeppet av Peter Celsing.
- Dopfunt av granit.
- Predikstol i ljus ek.
- På den södra väggen en batikbonad med motivet Jesus sänder ut sina lärjungar utförd av Göteborgskonstnärinnan Tullan Fink.
- Fönstervävnad av Ing-Marie Talvik.
- Altartavla i sidoskeppet med scener ur passionshistorien utförd av Sölve Olsson.

### Orgel
I sidoskeppets östra del står en mekanisk orgeln byggd 1960 av Hammarbergs Orgelbyggeri AB. Den har 23 stämmor fördelade på två manualer och pedal.

#### Disposition
| Huvudverk (I) C-g3 | Svällverk (II) C-g3 | Pedalverk (P) C-f1               | Koppel |
| Principal 8'       | Rörflöjt 8'         | Subbas 16'                       | I/P    |
| Gedakt 8'          | Gedakt 4'           | Borduna 8'                       | II/P   |
| Oktava 4'          | Principal 2'        | Oktava 4'                        | II/I   |
| Spetsflöjt 4'      | Gedaktflöjt 2'      | Alikvot 5 1⁄3' + 3 1⁄5' + 2 2⁄7' |        |
| Kvinta 2 2⁄3'      | Nasat 1 1⁄3'        | Fagott 16'                       |        |
| Oktava 2'          | Scharf 2 ch         | Trumpet 4'                       |        |
| Ters 1 3⁄5'        | Regal 8'            | Pommer 2'                        |        |
| Mixtur 3 ch        | Tremulant           |                                  |        |
| Trumpet 8'         |                     |                                  |        |
|                    |                     |                                  |        |

## Omgivningar
Alldeles i närheten ligger ruinen efter Härlanda medeltidskyrka från 1100-talet. Denna kyrka revs 1528 på uppmaning från Gustav Vasa.

## Bilder

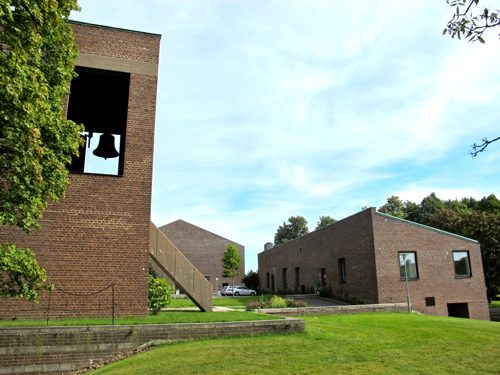
Härlanda kyrka med klocktorn och församlingshem
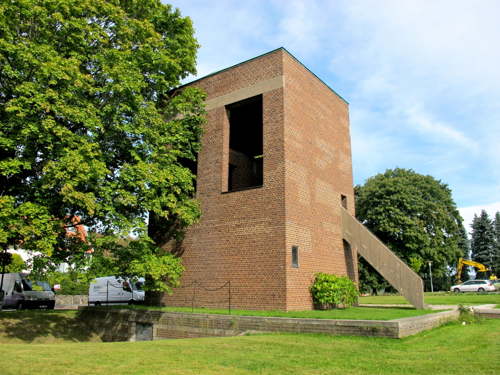
Härlanda kyrkas klocktorn